# Тенеро-Контра
Тенеро-Контра (італ. Tenero-Contra) — громада  в Швейцарії в кантоні Тічино, округ Локарно.

## Географія
Громада розташована на відстані близько 140 км на південний схід від Берна, 15 км на захід від Беллінцони.
Тенеро-Контра має площу 3,7 км², з яких на 39,5% дозволяється будівництво (житлове та будівництво доріг), 10,8% використовуються в сільськогосподарських цілях, 45,1% зайнято лісами, 4,6% не є продуктивними (річки, льодовики або гори).

## Демографія
2019 року в громаді мешкало 3223 особи (+24% порівняно з 2010 роком), іноземців було 24,8%. Густота населення становила 873 осіб/км².
За віковим діапазоном населення розподілялося таким чином: 19,2% — особи молодші 20 років, 57,3% — особи у віці 20—64 років, 23,5% — особи у віці 65 років та старші. Було 1492 помешкань (у середньому 2,1 особи в помешканні).
Із загальної кількості 1260 працюючих 21 був зайнятий в первинному секторі, 340 — в обробній промисловості, 899 — в галузі послуг.